# Municipio de Granville (condado de Mercer)
El municipio de Granville (en inglés: Granville Township) es un municipio ubicado en el condado de Mercer en el estado estadounidense de Ohio. En el año 2010 tenía una población de 4030 habitantes y una densidad poblacional de 39,65 personas por km².

## Geografía
El municipio de Granville se encuentra ubicado en las coordenadas 40°23′58″N 84°38′11″O / 40.39944, -84.63639. Según la Oficina del Censo de los Estados Unidos, el municipio tiene una superficie total de 101.64 km², de la cual 101,44 km² corresponden a tierra firme y (0,19 %) 0,2 km² es agua.

## Demografía
Según el censo de 2010, había 4030 personas residiendo en el municipio de Granville. La densidad de población era de 39,65 hab./km². De los 4030 habitantes, el municipio de Granville estaba compuesto por el 98,44 % blancos, el 0,27 % eran afroamericanos, el 0,07 % eran asiáticos, el 0,82 % eran de otras razas y el 0,4 % eran de una mezcla de razas. Del total de la población el 1,32 % eran hispanos o latinos de cualquier raza.